# Amfotericina B
L'amfotericina B és un medicament antifúngic que s'utilitza per a infeccions per fongs greus i per a la leishmaniosi. Les infeccions per fongs que s'utilitzen per tractar inclouen l'aspergilosi, la blastomicosi, la candidosi, la coccidioidomicosi i la criptococcosi. Per a certes infeccions es dona amb flucitosina. Se sol administrar per injecció en una vena.
Els efectes secundaris habituals inclouen una reacció amb febre, calfreds i mal de cap poc després de la medicació, així com problemes renals. Es poden produir símptomes al·lèrgics, incloent anafilaxi. Altres efectes secundaris greus són la baixa en potassi en la sang i la inflamació del cor. Sembla ser relativament segur durant l'embaràs. Hi ha una formulació lipídica que té un risc menor d'efectes secundaris. Forma part de la classe de medicaments poliènics i funciona en part interferint amb la membrana cel·lular del fong.
L'amfotericina B es va aïllar de Streptomyces nodosus el 1955 i va entrar en ús mèdic el 1958. Es troba a la llista de medicaments essencials de l'Organització Mundial de la Salut, els medicaments més segurs i eficaços necessaris en un sistema sanitari. En alguns països està disponible com a medicament genèric. A l'estat espanyol està comercialitzat com Abelcet i Ambisome.